# Drijf
Pour plus de détails, voir Fiche technique et Distribution.
Drijf est un film d'animation de court métrage belge réalisé par Levi Stoops, sorti en 2023.

## Fiche technique
- Titre anglais : Drijf
- Réalisation : Levi Stoops
- Scénario : Levi Stoops
- Animation :
- Musique : Mick Lemaire
- Son : Seppe Roosen
- Production : Annemie Degryse et Jeroen Derycke
- Montage : Levi Stoops
- Sociétés de production : Lunanime BVBA
- Sociétés de distribution : Miyu Distribution
- Pays d'origine :  Belgique
- Langue originale : néerlandais
- Format : couleur
- Genre : animation
- Durée : 14 minutes 59 secondes
- Dates de sortie :
  - Belgique : 27 janvier 2023 (Bruxelles)
  - France : 12 juin 2023 (Annecy)

## Distribution
- Levi Stoops : Jeremy
- Anemone Valcke : Aurora

## Distinctions
- Festival international du film d'animation d'Annecy 2023 : Prix du jury pour un court métrage.